# Métro léger d'Aarhus
Le métro léger d'Aarhus (Aarhus Letbane) est un système de métro léger situé à Aarhus au Danemark. La première ligne a été ouverte le 21 décembre 2017 et le réseau a poursuivi son extension au cours des années suivantes. Ainsi, la section interurbaine Odder - Lisbjergskolen a été ouverte aux voyageurs le 25 août 2018 tandis qu'un prolongement de la première ligne sous la forme d'une section interurbaine vers Grenå a été ouverte le 30 avril 2019. D'autres lignes sont en projet.
Le 8 mai 2012, le Parlement danois a approuvé la construction de la première ligne ; les travaux de construction de la phase 1 ont ainsi commencé au cours du mois de septembre 2013. L'ouverture était initialement prévue en août 2016, mais elle a été retardée, notamment en raison de problèmes législatifs liés à la sécurité ferroviaire.
Deux types de matériel roulant sont exploités sur la première ligne : des tramways conventionnels, plus lents et limités à certaines parties du trajet, et des tram-trains hybrides qui peuvent être exploités sur le réseau ferroviaire conventionnel, ces derniers étant utilisés pour les services interurbains.
Le métro léger d'Aarhus était le seul système de métro léger opérationnel au Danemark jusqu'à l'ouverture du métro léger d'Odense en 2022. Un troisième réseau de métro léger (da) est en cours de construction dans l'agglomération de Copenhague.

## Historique du réseau

### Prémices du projet
La création d'un réseau de métro léger à Aarhus, la deuxième ville du Danemark, a été proposée dès 2006. En réponse à un intérêt grandissant autour de ce système de transport, le Parlement danois a voté une subvention de 500 DKK en 2009 pour initier la phase d'études.
En 2010, des études de préfiguration ont débuté en s'inspirant du réseau de tramway de Cassel (Allemagne). Les études du projet ont été menées par Cowi et Systra.

## Exploitation

### Matériel roulant
En juillet 2014, le constructeur Stadler est nommé preferred bidder pour la fourniture du futur matériel. Les services de la ligne L1 vers Grenaa seront exploités par 12 rames du type Tango similaires à celles opérant sur la ligne Rhônexpress à Lyon,. D'une longueur de 39,2 mètres, ces rames circulent à une vitesse maximale de 100 km/h et pourront transporter 266 passagers. Les services de la ligne L2 vers Odder seront exploités par 12 rames du type Variobahn similaires à celles opérant sur le métro léger de Bergen et le réseau Tramlink au Royaume-Uni,. D'une longueur de 32,4 mètres, ces rames circuleront à une vitesse maximale de 80 km/h et pourront transporter 224 passagers. Toutes les rames seront équipés de Wi-Fi.
| Tableau récapitulatif | Tableau récapitulatif | Tableau récapitulatif | Tableau récapitulatif | Tableau récapitulatif | Tableau récapitulatif |
| Illustration          | Modèle                | Nombre                | Numéros de parc       | Mise en service       | Affectation           |
| --------------------- | --------------------- | --------------------- | --------------------- | --------------------- | --------------------- |
|                       | Stadler Tango         | 12                    |                       |                       | L1                    |
|                       | Stadler Variobahn     | 12                    |                       |                       | L2                    |

## Portfolio

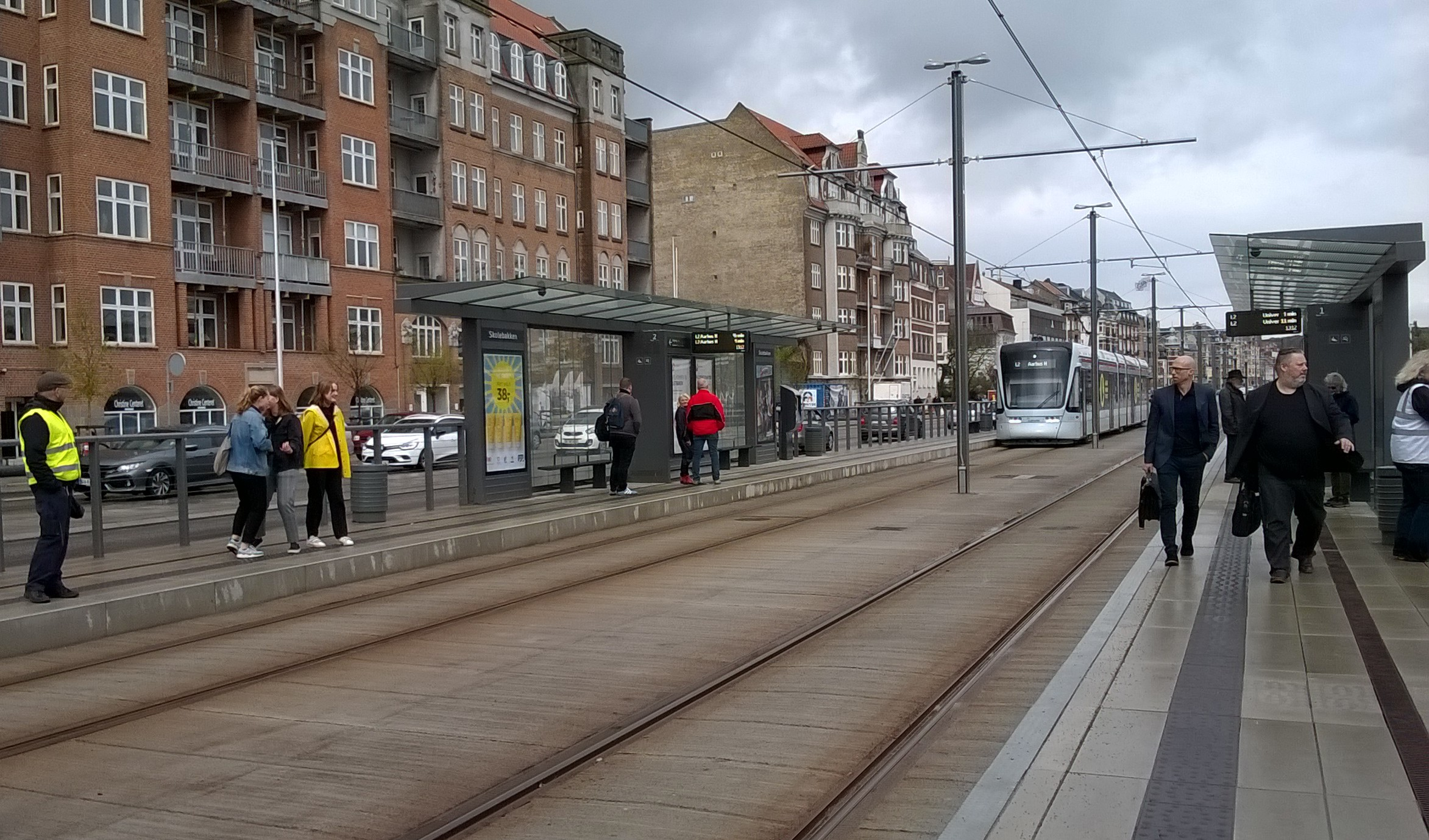
Arrêt Skolebakken.
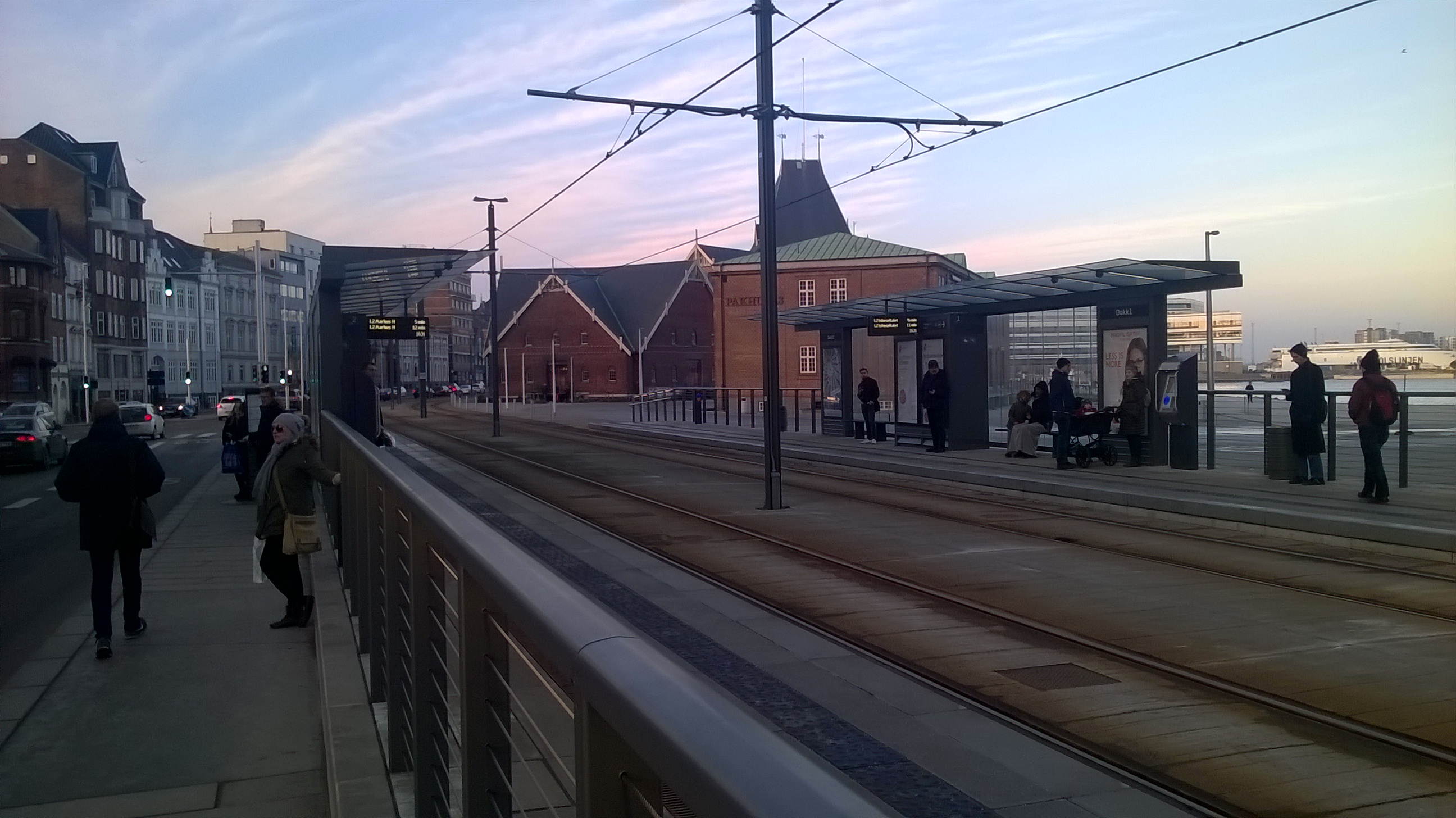
Arrêt Dokk1.
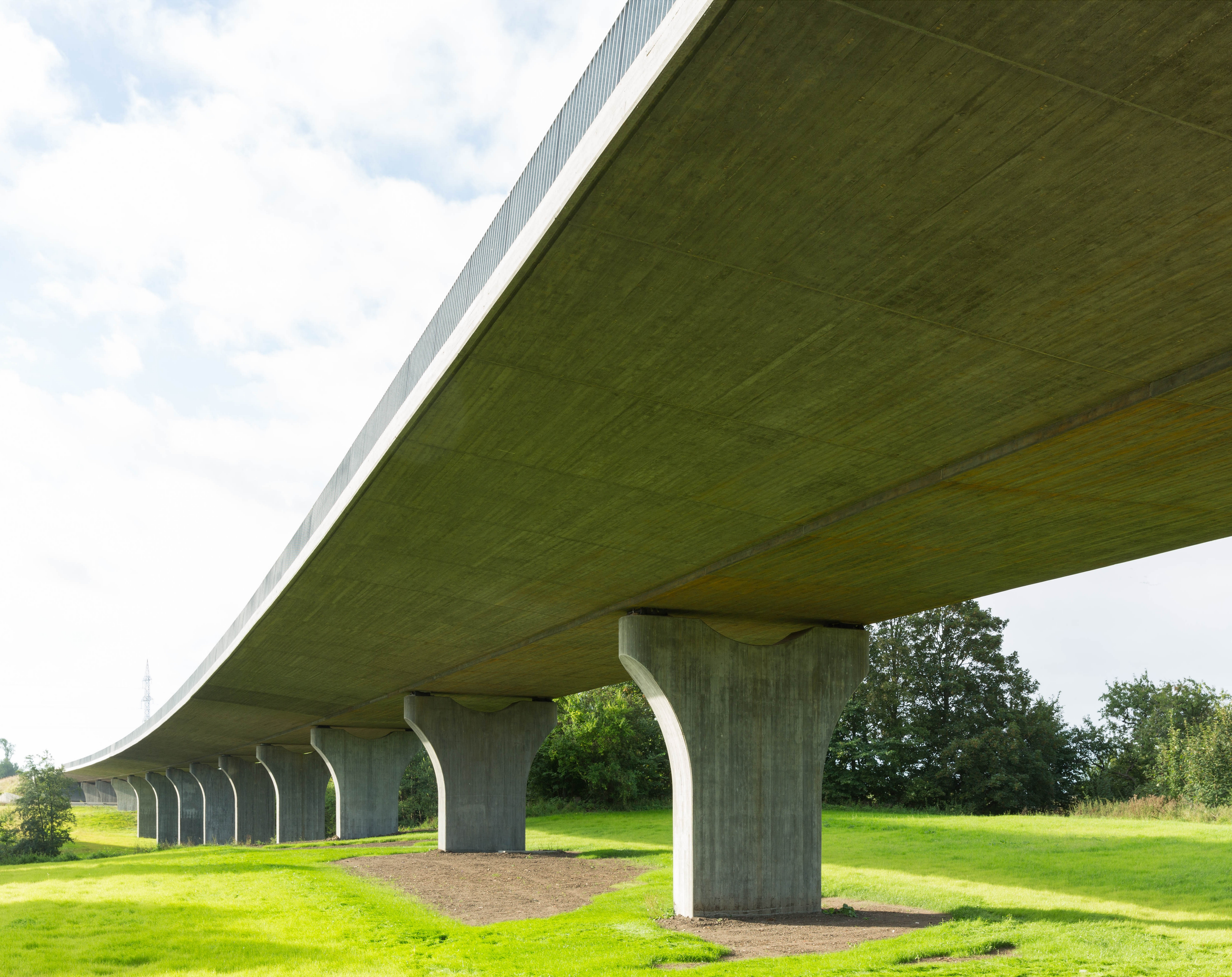
Voie au niveau d'Egådalen.
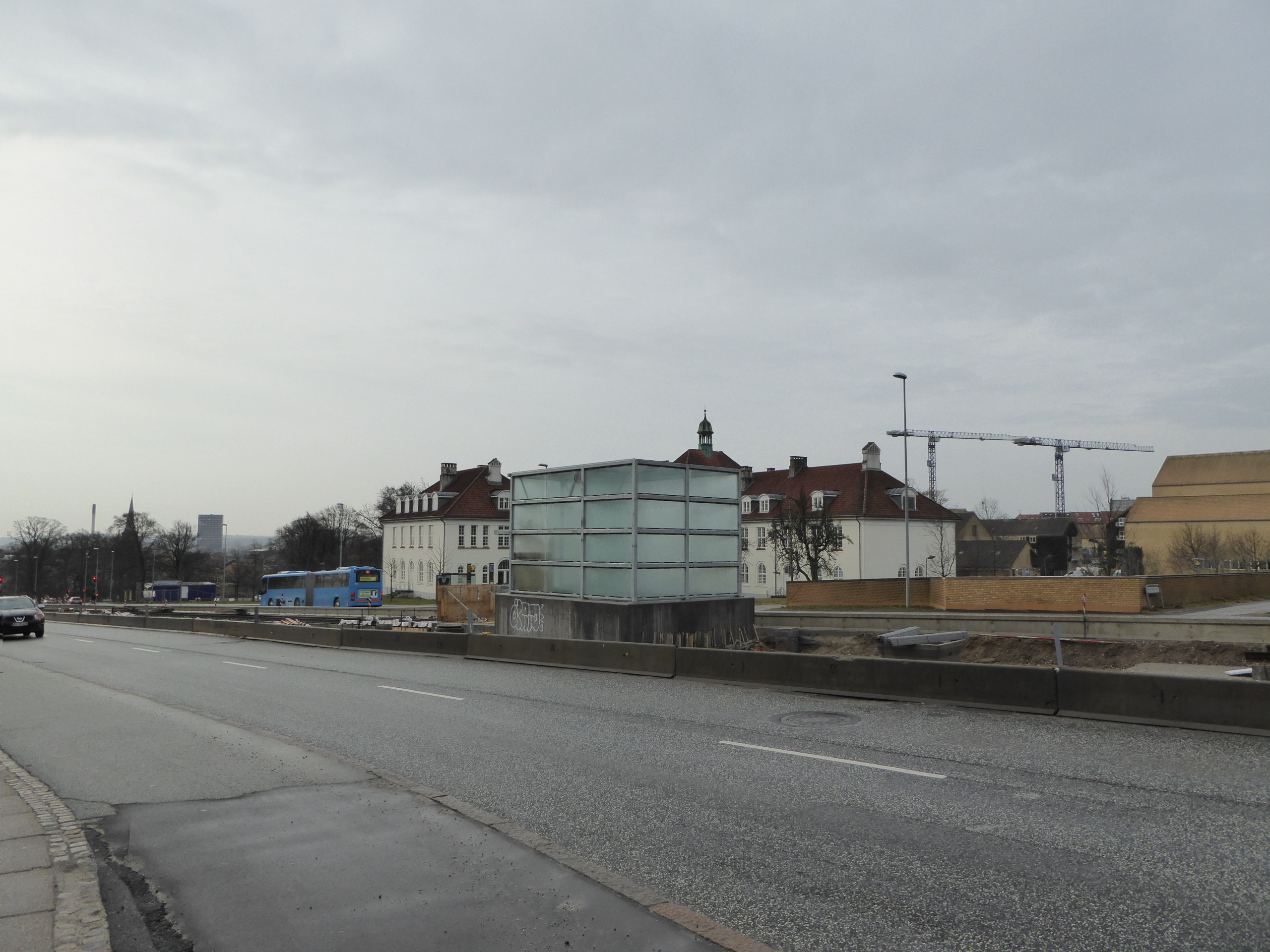
Travaux de l'arrêt Universitetsparken.
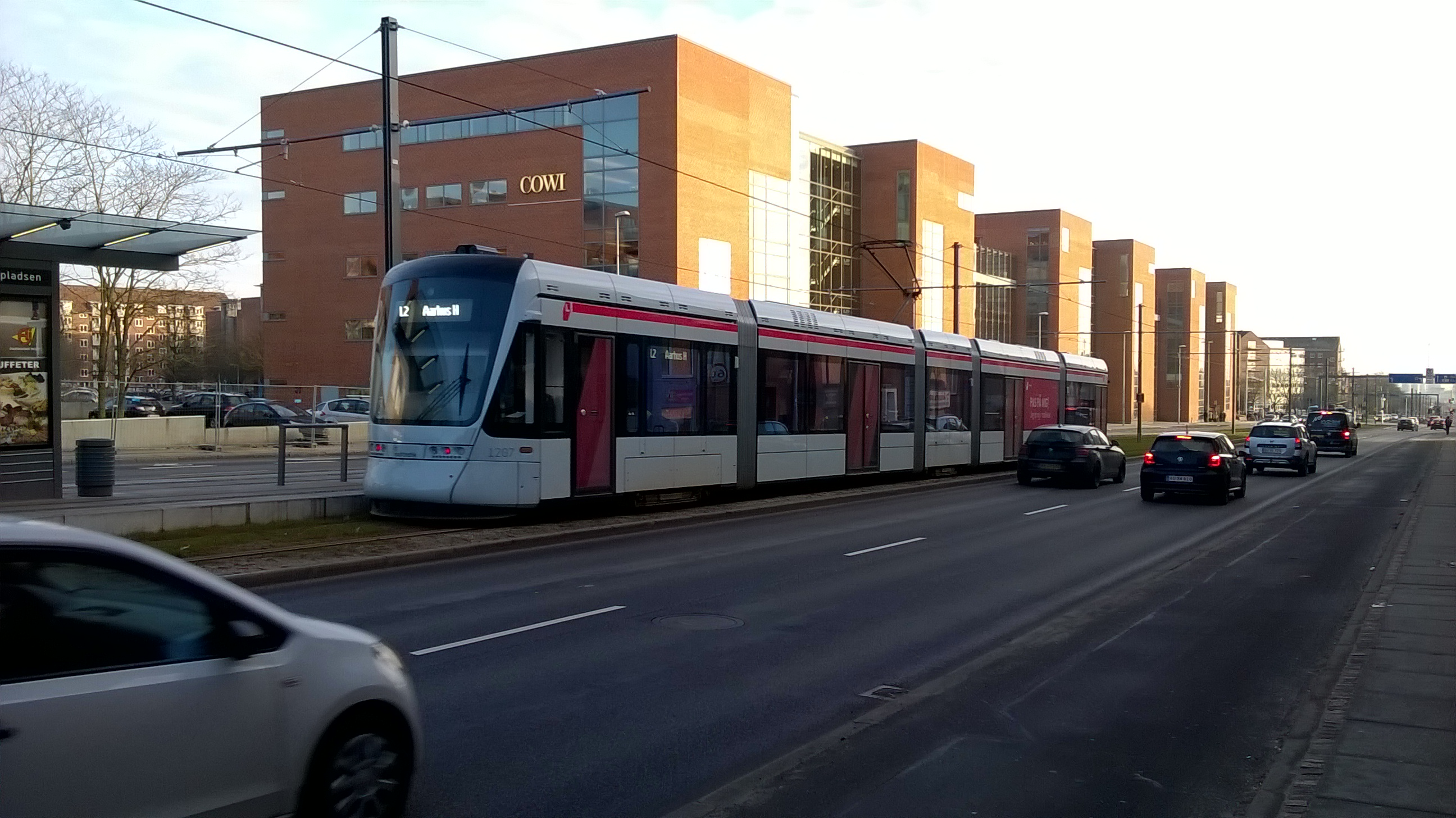
Randersvej.
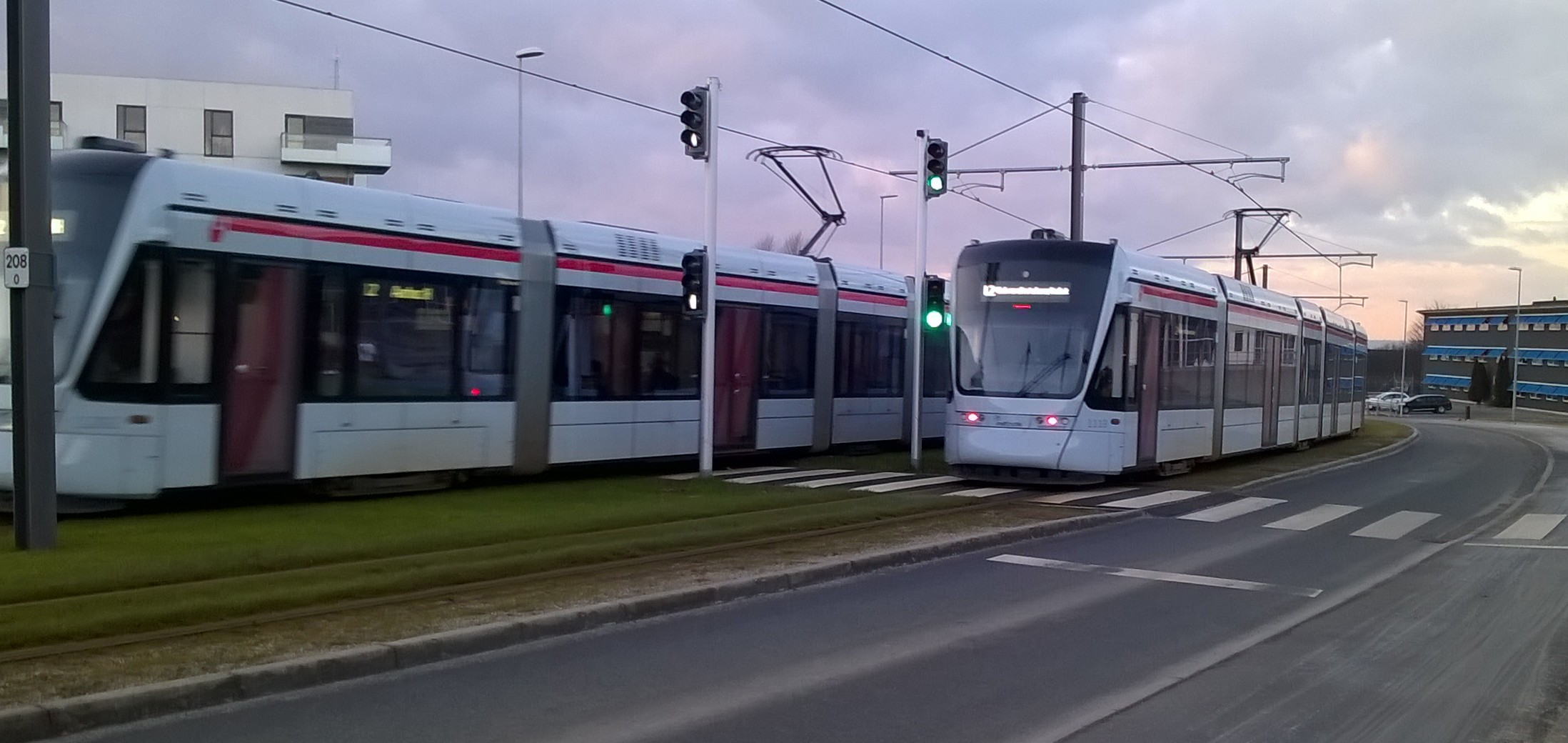
Olof Palmes Allé.
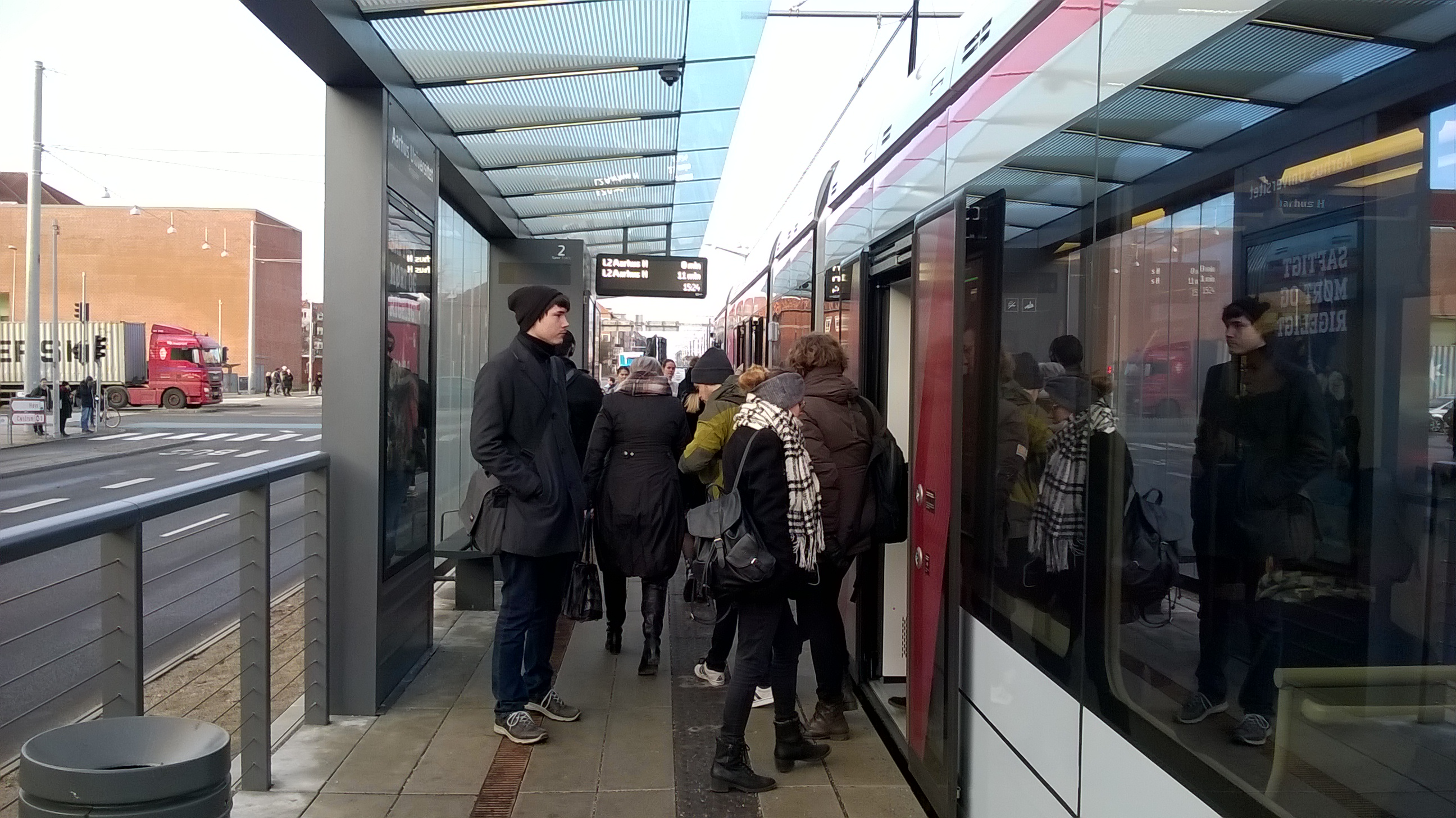
Quai sud de l'arrêt Aarhus Universitet